# Военные высшие учебные заведения России
См. также: Список военно-учебных заведений Российской Федерации
На 2017 год в Российской Федерации — России действуют 27 военных высших учебных заведений и 9 их филиалов, которые выпускают около 2 тыс. офицеров в год.
Централизованное руководство военным образованием и подготовкой военных кадров русской, затем советской и российской армии ведёт историю с 1831 г..

## Москва
- Военная ордена Ленина, Краснознамённая, орденов Суворова и Кутузова академия Генерального штаба Вооружённых Сил Российской Федерации, бывшая имени К. Е. Ворошилова
- Военная орденов Ленина, Октябрьской Революции и Суворова академия РВСН имени Петра Великого, бывшая имени Ф. Э. Дзержинского, с 2015 года находится в Балашихе.
- Военно-воздушная Краснознамённая, ордена Кутузова академия имени Ю. А. Гагарина, упразднена приказом Министра обороны РФ от 12 июля 2011 г. № 1136.
- Военно-воздушная инженерная орденов Ленина и Октябрьской Революции, Краснознамённая академия имени профессора Н. Е. Жуковского, с 2011 года Военный учебно-научный центр ВВС «Военно-воздушная академия имени профессора Н. Е. Жуковского и Ю. А. Гагарина» находится в Воронеже.
- Военно-инженерная ордена Кутузова академия имени героя Советского союза генерал-лейтенанта инженерных войск Д. М. Карбышева (сформирована 1 августа 2023 года, находится в Нахабино Московской области)[3].
- Военный университет Министерства обороны РФ, бывшие Военно-политическая орденов Ленина и Октябрьской Революции, Краснознамённая академия имени В. И. Ленина и Военный Краснознамённый институт
- Военный институт (инженерных войск) Общевойсковой академии Вооружённых Сил РФ, бывшая Военно-инженерная ордена Ленина, Краснознамённая академия имени В. В. Куйбышева.
- Общевойсковая академия Вооружённых Сил Российской Федерации, бывшие Военная орденов Ленина и Октябрьской Революции, Краснознамённая, ордена Суворова академия имени М. В. Фрунзе, Военная орденов Ленина и Октябрьской Революции, Краснознамённая академия бронетанковых войск имени Маршала Советского Союза Р. Я. Малиновского и Высшие офицерские орденов Ленина и Октябрьской Революции, Краснознамённые курсы «Выстрел» имени Маршала Советского Союза Б. М. Шапошникова
- Военно-технический университет, бывшее Московское высшее военное дорожное инженерное училище. Расформирован в 2015 году.
- Московское высшее военное командное орденов Ленина и Октябрьской Революции, Краснознамённое училище, бывшее имени Верховного Совета РСФСР
- Московская военная консерватория
- Академия гражданской защиты Министерства Российской Федерации по делам гражданской обороны, чрезвычайным ситуациям и ликвидации последствий стихийный бедствий
- Военная академия Министерства обороны Российской Федерации, бывшая Военно-дипломатическая академия или Военная академия Советской Армии
- Академия Федеральной службы безопасности Российской Федерации
- Пограничная академия Федеральной службы безопасности Российской Федерации
- Московский пограничный институт Федеральной службы безопасности Российской Федерации
- Московский институт новых информационных технологий Федеральной службы безопасности Российской Федерации
- Академия внешней разведки Службы внешней разведки Российской Федерации

## Санкт-Петербург
- Военная ордена Ленина академия материально-технического обеспечения имени генерала армии А. В. Хрулёва
- Военно-медицинская ордена Ленина, Краснознамённая академия имени С. М. Кирова
- Военно-морская орденов Ленина, Октябрьской Революции и Ушакова академия имени Адмирала Флота Советского Союза Н. Г. Кузнецова
- Военная ордена Ленина, Краснознамённая академия связи имени С. М. Будённого
- Михайловская военная артиллерийская академия, бывшая Военная артиллерийская ордена Ленина академия имени М. И. Калинина
- Военно-морской политехнический институт (бывшие Военно-морской инженерный институт (Высшее военно-морское инженерное ордена Ленина училище имени Ф. Э. Дзержинского и Ленинградское высшее военно-морское инженерное училище имени В. И. Ленина) и Военно-морской ордена Красной Звезды институт радиоэлектроники имени А. С. Попова (Высшее военно-морское ордена Красной Звезды училище радиоэлектроники имени А. С. Попова) — филиал Военного учебно-научного центра ВМФ «Военно-морская орденов Ленина, Октябрьской Революции и Ушакова академия имени Адмирала Флота Советского Союза Н. Г. Кузнецова»
- Военный институт (инженерно-технический) Военной ордена Ленина академии материально-технического обеспечения имени генерала армии А. В. Хрулёва (бывшее Высшее военное инженерное строительное Краснознамённое училище имени генерала армии А. Н. Комаровского)
- Военный институт физической культуры
- Военно-космическая Краснознамённая академия имени А. Ф. Можайского
- Морской корпус Петра Великого — Санкт-Петербургский военно-морской институт (бывшие Высшее военно-морское ордена Ленина, Краснознамённое, ордена Ушакова училище имени М. В. Фрунзе и Высшее военно-морское училище подводного плавания имени Ленинского комсомола) — филиал Военного учебно-научного центра ВМФ «Военно-морская орденов Ленина, Октябрьской Революции и Ушакова академия имени Адмирала Флота Советского Союза Н. Г. Кузнецова»
- 7-й факультет Военно-космической Краснознамённой академии имени А. Ф. Можайского, бывшее Высшее военно-топографическое командное Краснознамённое, ордена Красной Звезды училище имени генерала армии А. И. Антонова
- Санкт-Петербургский военный институт войск национальной гвардии РФ, бывшее Высшее политическое училище имени 60-летия ВЛКСМ МВД СССР
- Военный институт (железнодорожных войск и военных сообщений) Военной ордена Ленина академии материально-технического обеспечения имени генерала армии А. В. Хрулёва, бывшее Высшее ордена Ленина, Краснознамённое училище железнодорожных войск и военных сообщений имени М. В. Фрунзе
- Институт Федеральной службы безопасности Российской Федерации (г. Санкт-Петербург)

## Анапа
- Институт береговой охраны Федеральной службы безопасности Российской Федерации (бывший Учебный центр по подготовке морских специалистов Пограничных войск КГБ СССР имени Ивана Голубца)

## Армавир
- Факультет истребительной авиации Краснодарского высшего военного авиационного ордена Дружбы народов училища лётчиков имени А. К. Серова.

## Балашов
- 4-й факультет  Краснодарского высшего военного авиационного ордена Дружбы народов училища лётчиков имени А. К. Серова, бывшее Балашовское высшее военное авиационное училище лётчиков имени Главного маршала авиации А. А. Новикова

## Благовещенск
- Дальневосточное высшее общевойсковое командное училище имени Маршала Советского Союза К. К. Рокоссовского

## Владивосток
- Тихоокеанское высшее военно-морское училище имени С. О. Макарова

## Вольск
- Вольский военный институт материального обеспечения (филиал) Военной академии материально-технического обеспечения имени генерала армии А. В. Хрулёва

## Воронеж
- Военно-воздушная академия имени профессора Н. Е. Жуковского и Ю. А. Гагарина
- Военный институт радиоэлектроники
- Воронежский институт правительственной связи (филиал) Академии ФСО России

## Голицыно
- Голицынский пограничный институт Федеральной службы безопасности Российской Федерации

## Екатеринбург
- Институт военно-технического образования (ИВТОБ )
- Институт Федеральной службы безопасности Российской Федерации (г. Екатеринбург)

## Казань
- Казанское высшее танковое командное ордена Жукова Краснознамённое училище (бывшее имени Президиума Верховного Совета Татарской АССР)

## Калининград
- Балтийский военно-морской институт имени Ф. Ф. Ушакова — филиал Военного учебно-научного центра ВМФ «Военно-морская академия имени Адмирала Флота Советского Союза Н. Г. Кузнецова», бывшее Калининградское высшее военно-морское училище
- Калининградский пограничный институт Федеральной службы безопасности Российской Федерации

## Кострома
- Военная ордена Октябрьской Революции, Краснознамённая академия радиационной, химической и биологической защиты имени Маршала Советского Союза С. К. Тимошенко

## Краснодар
- Краснодарское высшее военное ордена Октябрьской Революции, Краснознамённое училище имени генерала армии С. М. Штеменко
- Краснодарское высшее военное авиационное ордена Дружбы народов училище лётчиков имени А. К. Серова

## Кубинка
- Московское высшее училище радиоэлектроники противовоздушной обороны (филиал)

## Курган
- Курганский пограничный институт Федеральной службы безопасности Российской Федерации

## Новосибирск
- Новосибирское высшее военное командное училище, бывшее Новосибирское высшее военно-политическое общевойсковое училище имени 60-летия Великого Октября
- Новосибирский военный институт имени генерала армии И. К. Яковлева войск национальной гвардии РФ
- Институт Федеральной службы безопасности Российской Федерации (г. Новосибирск)

## Нижний Новгород
- Институт федеральной службы безопасности Российской Федерации (г. Нижний Новгород)

## Омск
- Омский автобронетанковый инженерный институт (филиал) Военной академии материально-технического обеспечения имени генерала армии А.В. Хрулёва

## Орёл
- Академия ФСО России

## Пенза
- Пензенский артиллерийский инженерный институт имени Н. Н. Воронова (филиал) Военной академии материально-технического обеспечения имени генерала армии А.В. Хрулёва

## Рязань
- Рязанское гвардейское высшее воздушно-десантное ордена Суворова дважды Краснознамённое командное училище имени генерала армии В. Ф. Маргелова

## Саратов
- Саратовский военный ордена Жукова Краснознамённый институт войск национальной гвардии Российской Федерации, бывшее Саратовское высшее военное командное Краснознамённое училище МВД СССР имени Ф. Э. Дзержинского
- Саратовское высшее артиллерийское командное училище, восстановлено в 2024 году.
- Саратовское высшее военное инженерное училище химической защиты имени Героя Российской Федерации, Героя Труда Российской Федерации генерал-лейтенанта И.А. Кириллова, восстановлено в 2025 году.

## Севастополь
- Черноморское высшее военно-морское ордена Красной Звезды училище имени П. С. Нахимова

## Серпухов
- филиал Военной академии РВСН имени Петра Великого, бывшее Серпуховское высшее военное командно-инженерное училище ракетных войск имени Ленинского комсомола

## Смоленск
- Военная академия войсковой противовоздушной обороны Вооружённых Сил РФ имени Маршала Советского Союза А. М. Василевского

## Сызрань
- филиал Военно-воздушной академии имени профессора Н. Е. Жуковского и Ю. А. Гагарина, бывшее Сызранское высшее военное авиационное училище лётчиков имени 60-летия СССР

## Тверь
- Военная Краснознамённая академия воздушно-космической обороны имени Маршала Советского Союза Г. К. Жукова

## Тюмень
- Тюменское высшее военно-инженерное командное училище имени маршала инженерных войск А. И. Прошлякова

## Хабаровск
- Хабаровский пограничный институт Федеральной службы безопасности РФ
- Дальневосточный юридический институт Министерства внутренних дел РФ

## Челябинск
- филиал Военно-воздушной академии имени профессора Н. Е. Жуковского и Ю. А. Гагарина, бывшее Челябинское высшее военное авиационное Краснознамённое училище штурманов имени 50-летия ВЛКСМ

## Череповец
- Череповецкое высшее военное ордена Жукова инженерное училище радиоэлектроники, бывшее Череповецкое высшее военное инженерное училище радиоэлектроники

## Ярославль
- Ярославское высшее военное училище противовоздушной обороны, бывшее Ярославское высшее зенитное ракетное командное училище противовоздушной обороны имени 60-летия Великого Октября